# Costel Lupașcu
Costel Lupașcu (n. 17 iulie 1976

) este un deputat român, ales în 2016. 